# Cronegg (Adelsgeschlecht)

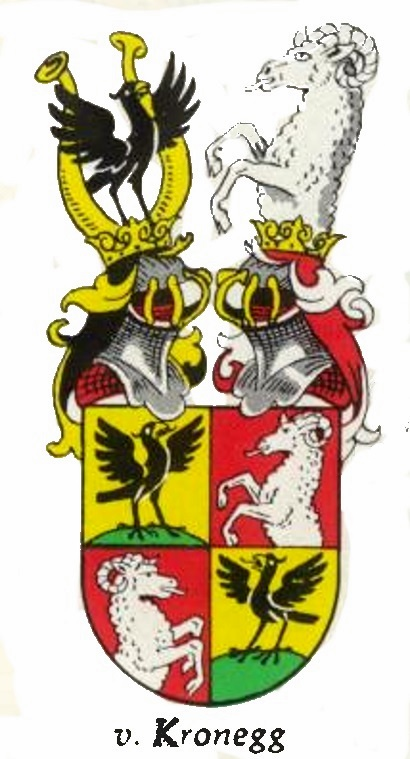
Wappen von Constantin Damian Friedrich Freiherr von Cronegg (Khronegg, Kroneck)

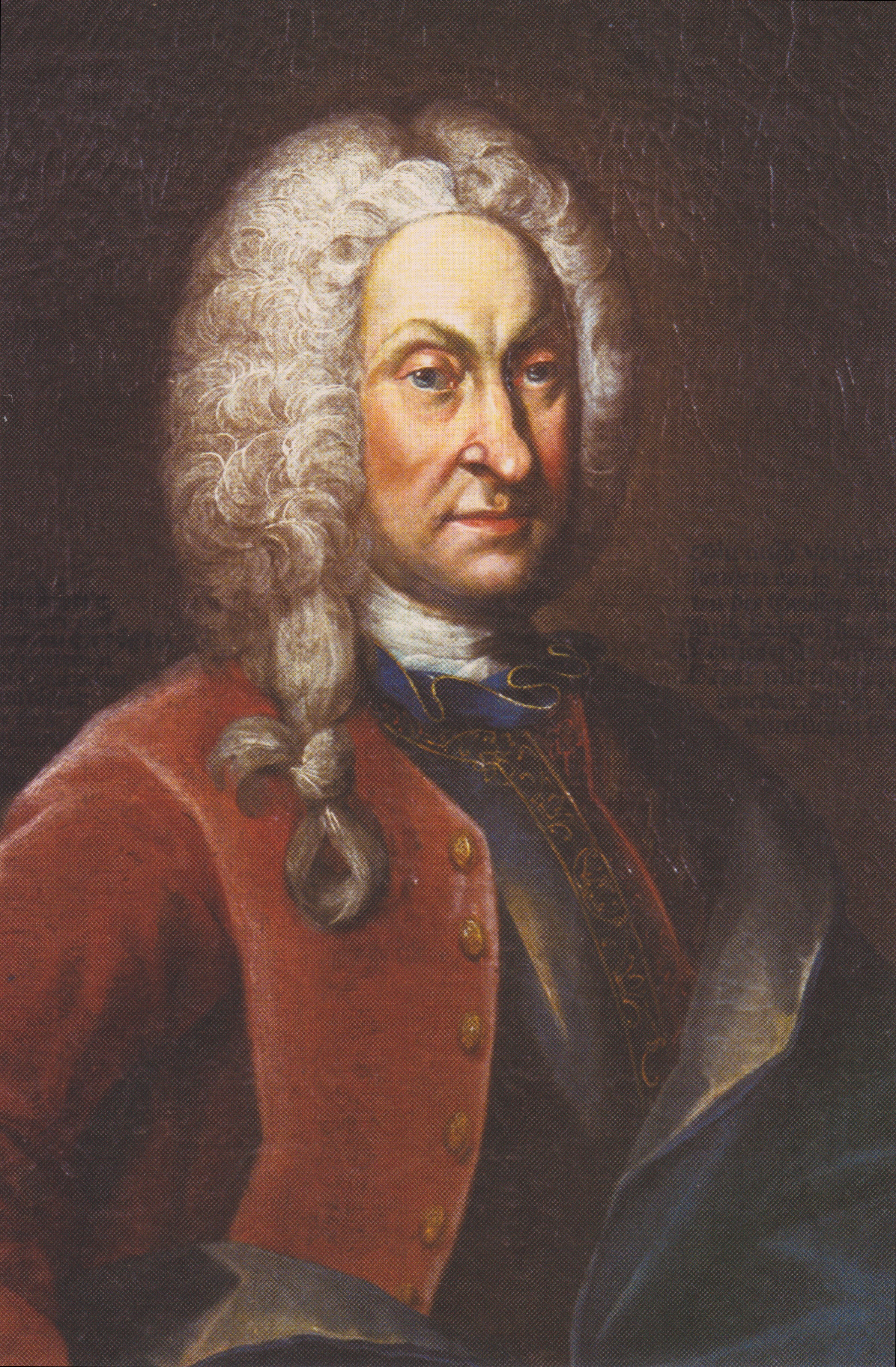
Porträt des Christoph Andreas Graf von und zu Kronegg

Cronegg (auch Kronegg bzw. Croneck) ist der Name eines Adelsgeschlechts alten Ursprungs in Kärnten und zählte zum niederösterreichischen landständischen Adel.

## Geschichte

### Ursprung
Das alte Adelsgeschlecht derer von Cronegg war ursprünglich aus Kärnten. Paul Cronegger, Ehemann von Anastasia von Graben, gilt als Stammvater (nach Buccelini), lebte 1429 in Kärnten, und hatte einen Enkel namens Christof Cronegger. Vermählt mit Regina von Sontheim zeugte Christof vier Söhne, mit Paul, Karl Christof, Anton und David, wobei alle außer den Sohn Paul den Stamm weiterführten mit zahlreichen Nachkommen.
Es folgten wiederum deren Söhne Hans Wilhelm, Christof, Ferdinand, Jonas, Georg, Andreas, Albrecht, Hans Christof und Moritz.
Hans Wilhelm war verheiratet mit Elisabeth Kremmer von Königshofen, und er gelangte in den Besitz von Gut und Schloss Kröllendorf V. o. W. W. (1625 bis 1631), sein Vetter Georg Andreas Freiherr von Cronegg, Moosburg, Glaink und Kollnitz, Waldreich V. o. M. B. Letzterer veräußerte seinen Besitz an 16390 an Constantin von Grundemann.
Kaiser Ferdinand III. ernannte ihn zum Kämmerer und geheimen Rat, und zwischen 1649 und 1667 zum kärntnerischen Landeshauptmann bis er sogar den Reichsgrafenstand durch Kaiser Leopold erhielt (Diplom von 12. März 1663). Georg Andreas heiratete in zweiter Ehe Regina Elisabeth, Freiin von Dietrichstein, und zeugte vier Söhne mit Wolf Theodor, Franz Anton, Andreas Ludwig und Joseph Wilhelm.
Kaiser Leopold I beschäftigte Joseph Wilhelm als Kämmerer und geheimer Rat und nahm ihn in die niederösterreichischen Herrenstands-Geschlechter auf. J. Wilhelm war vermählt mit Isabella Constanzia Freiin von Zinsendorf und zeugte mit ihr eine Tochter und drei Söhne als Stammhalter mit Johann Christof, Karl Josef und Johann Friedrich. Johann Friedrich war bekannt als Deutscher Dichter (geb. 2. November 1731, gest. 1758).

### Besitztümer
Die Herren von Kronegg waren im Besitz von Vasoldsberg, Himmelau, Glanegg (Kärnten) , Moosburg (Neue Moosburg) , Reideben, Waldreichs , Aggstein sowie des Palais Wertl von Wertlsberg in Graz, aber auch der Kraiger Schlösser und Ratzenegg.
In der Gemeinde Vasoldsberg im Bezirk Graz-Umgebung in der Oststeiermark in Österreich liegt das heute denkmalgeschützte Schloss Vasoldsberg. Hans der Jüngere von Vasoldsberg verpfändete das Schloss Varsoldsberg nach 1578 an Carl von Kronegg der Meierhof, nachdem ein Brandstifter es aus Rache abgebrannt hatte. Steuerschulden und ständiger Zwist mit Sonnabenter, dem damaligen Stadtpfarrer von Graz, weil Carl von Cronegg als militanter Protestant galt, prägten diese Zeit der Cronegger, ebenso wie der Erwerb der Hälfte der Herrschaft im Jahre 1596 bzw. 1603 sowie der Zwangsauszug seiner Söhne aus Glaubensgründen außer Landes. Seine Söhne veräußerten Vasoldsberg im Jahre 1628 an Hans Albrecht Freiherrn von Herberstein.
Schloss Himmelau liegt als Anwesen westlich von St. Michael im Lavanttal (Ortschaft) in der österreichischen Gemeinde Wolfsberg (Kärnten) und ist seit 1902 ein Kloster der Unbeschuhten Karmelitinnen. Hans Siegmund von Himmelberg war einstiger Besitzer von Himmelau. Er starb um 1580 und sein Sohn Georg Christoph von Himmelberg veräußerte den Besitz Hans Christoph von Kronegg. Da sein gleichnamiger Enkel Hans Christoph [der Jüngere] in einer Schlacht bei Rheinfelden als militanter Protestant im Schwedischen Heer gegen Habsburg kämpfte und getötet wurde, veräußerten die Cronegger die Herrschaft und das Schloss trotz großer Umbauten am Schloss im 16. Jahrhundert im Jahre 1629 an Georg Adam Weiß von Schmelzhofen.
Johann Friedrich Freiherr von Seenuß verkaufte die Burg Glanegg, heute Burgruine Glanegg, die in Österreich im Tal der Glan (Gurk) in der Gemeinde Glanegg liegt, im Jahre 1621 an Graf Wilhelm von Kronegg. Sein Verwandter Georg Andreas Graf Kronegg musste im Jahre 1638 die Herrschaft an Johann Weber von Ehrenthal verkaufen, der auch Besitzer von Schloss Ehrental in Österreich war.

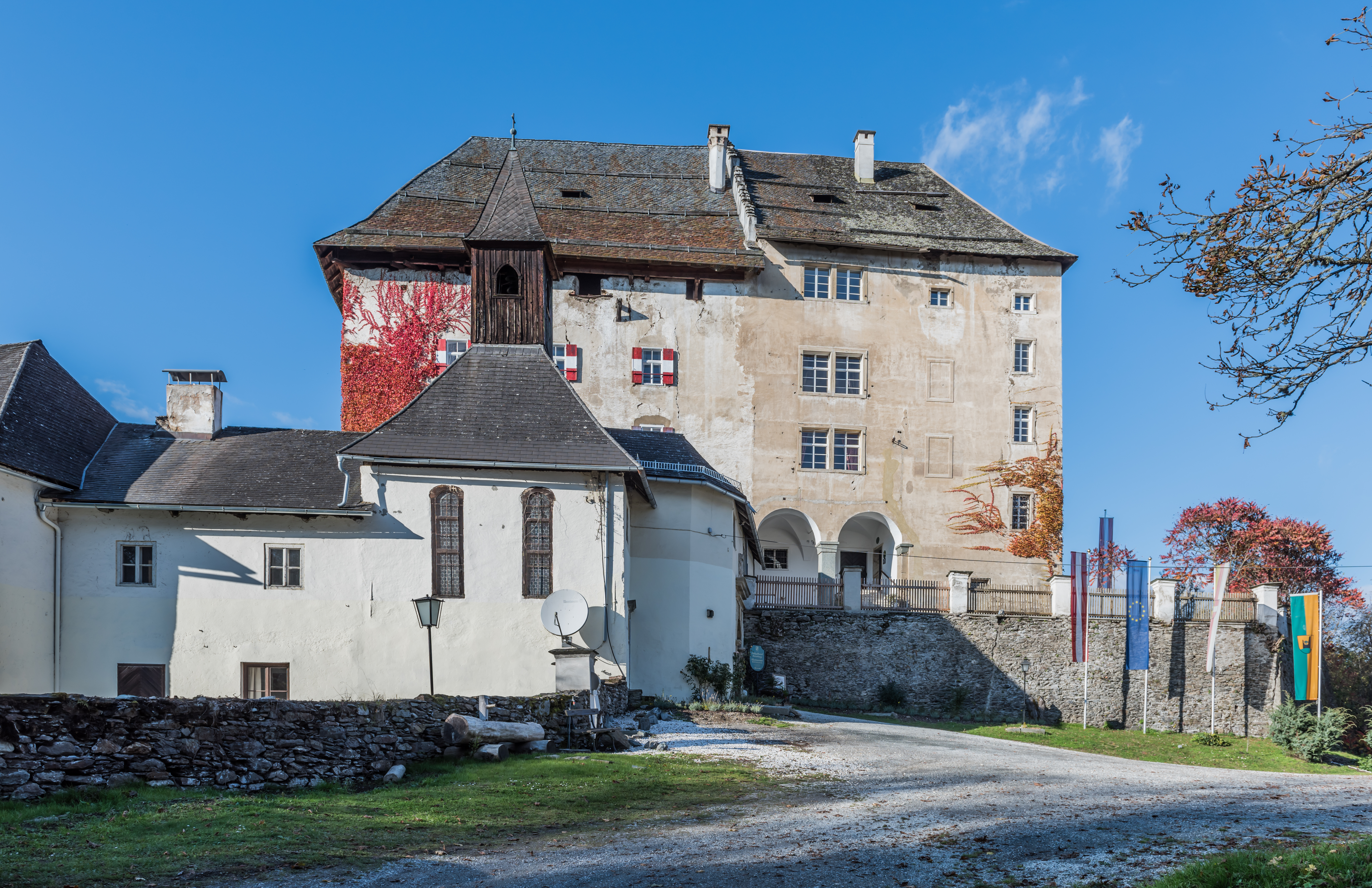
Schloss Moosburg (Gemeinde Moosburg, Bezirk Klagenfurt-Land, Kärnten), ehemals im Besitz derer von Cronegg (Adelsgeschlecht)
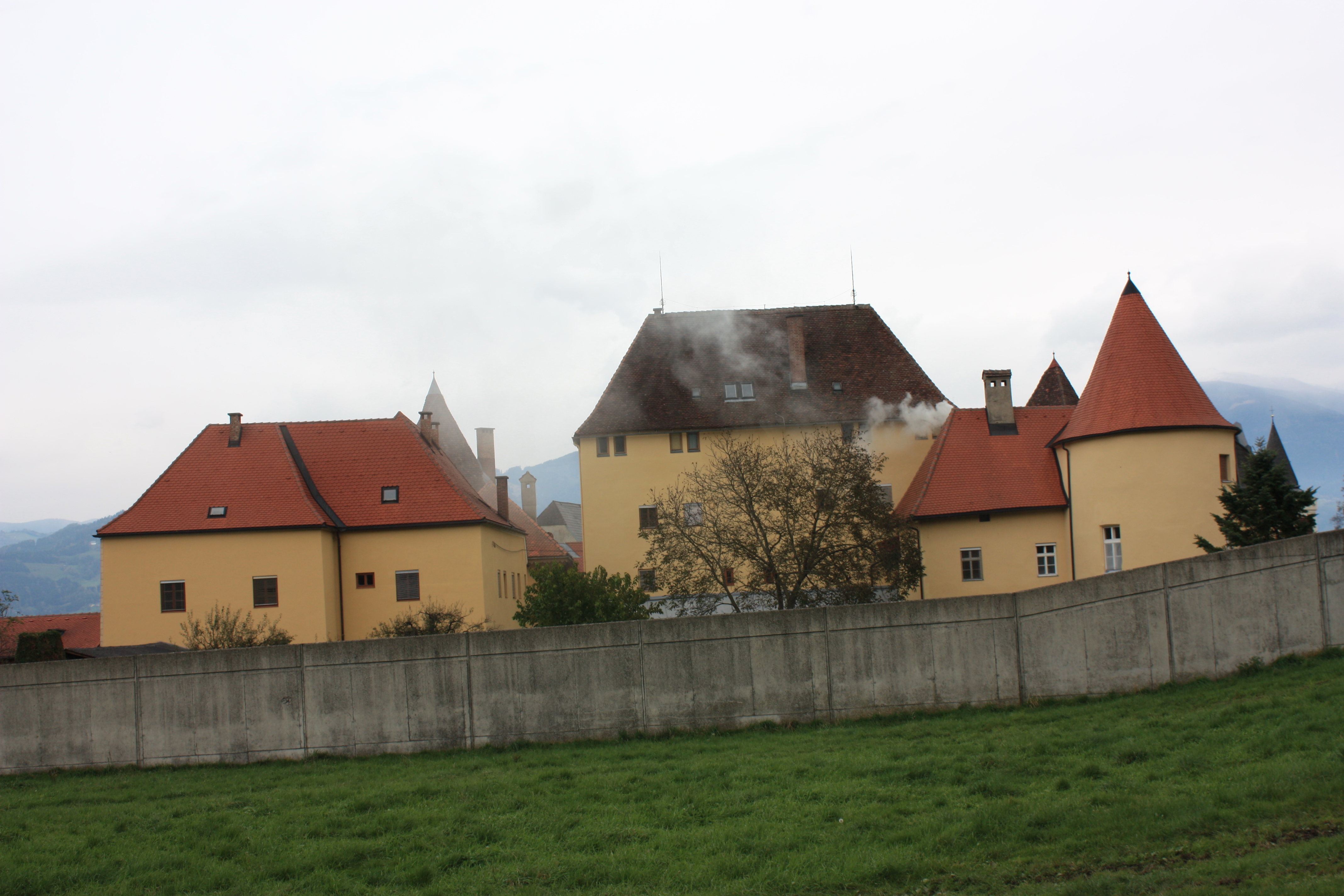
Schloss Himmelau, Gemeinde Wolfsberg (Kärnten), einstiger Besitz im 16. bis 17. Jh. derer von Cronegg (Adelsgeschlecht).
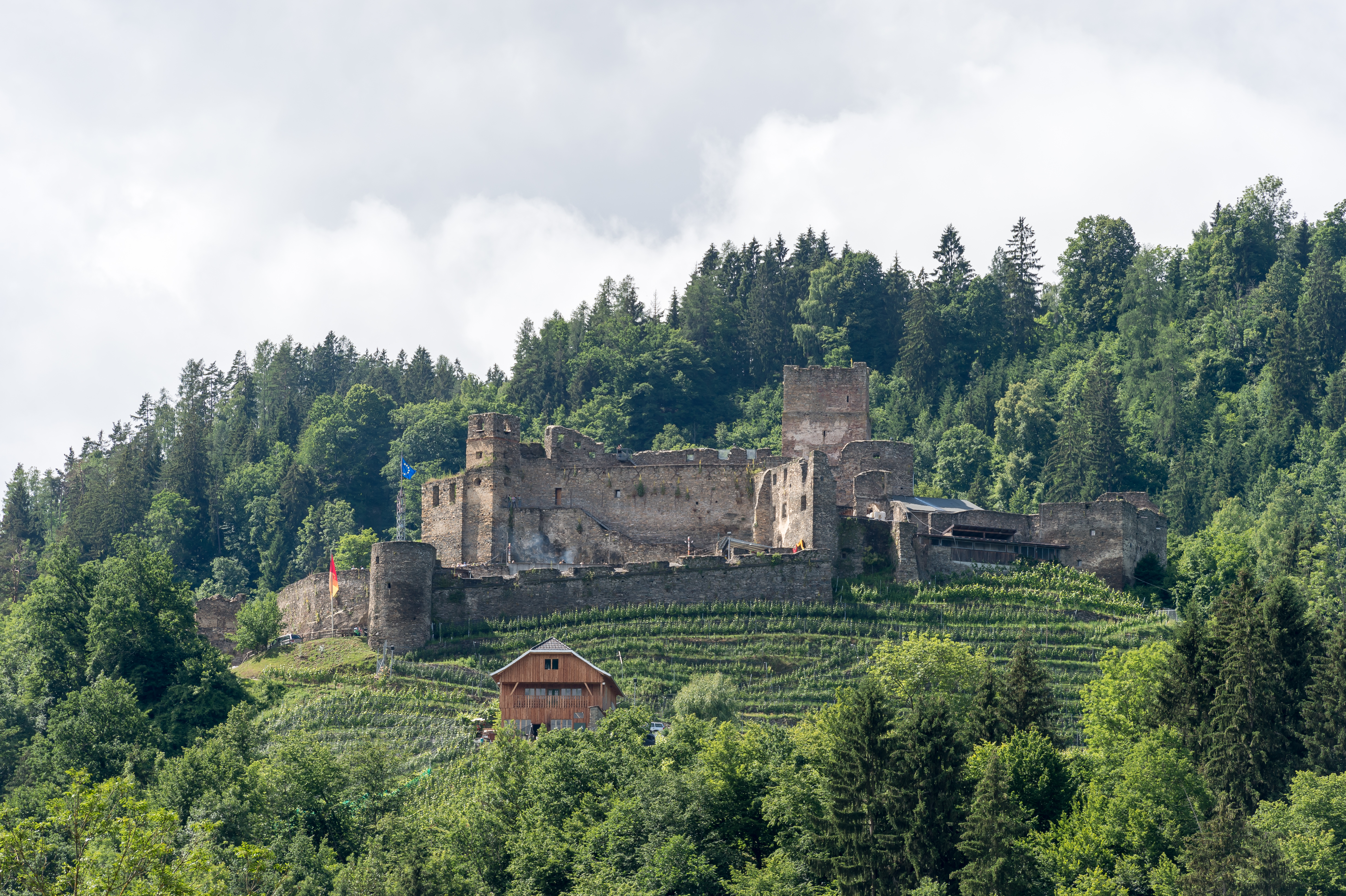
Burgruine Glanegg, im Tal der Glan (Gurk) in der Gemeinde Glanegg, einstiger Besitz im 17. Jh. derer von Cronegg (Adelsgeschlecht).
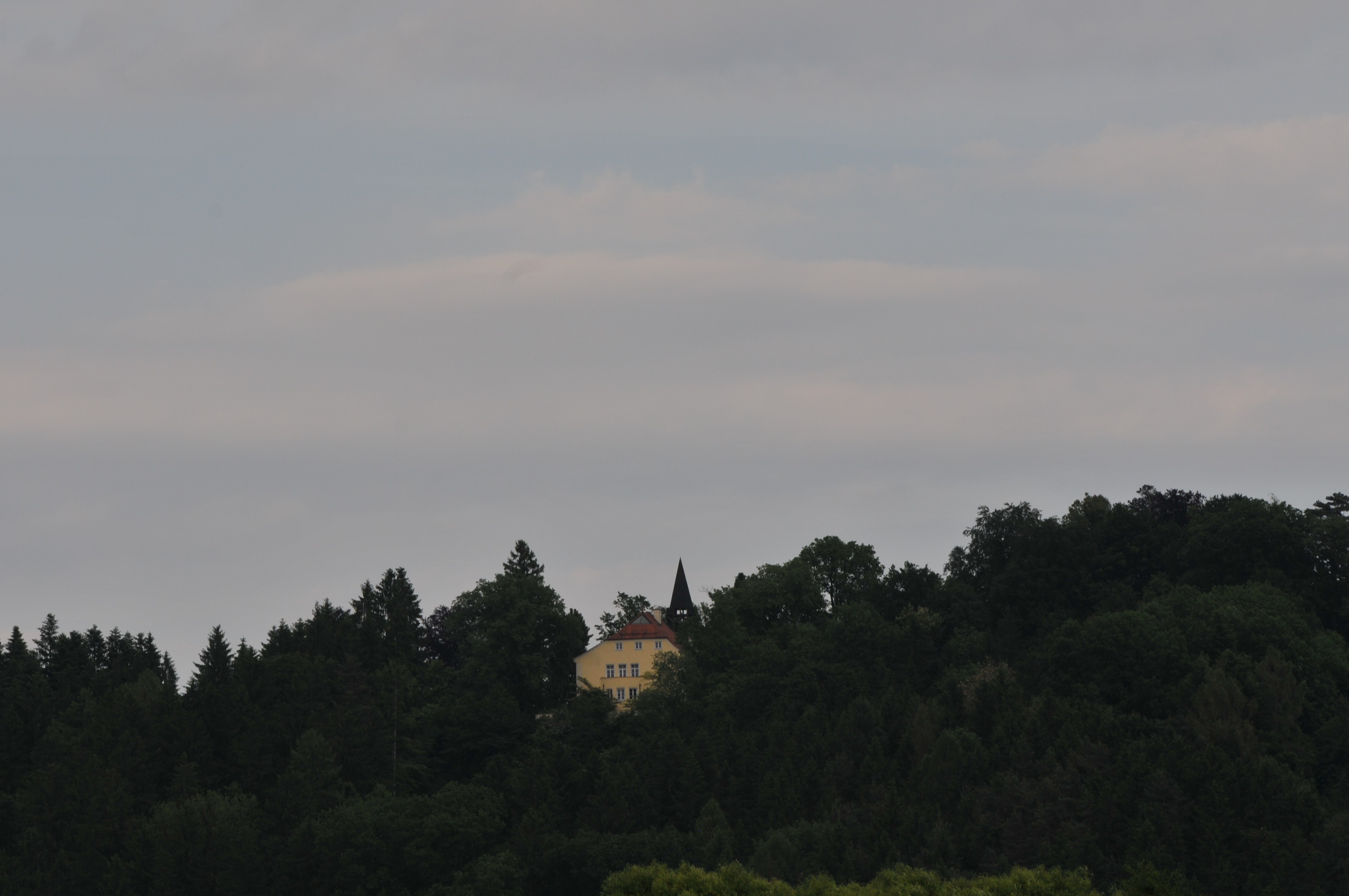
Schloss Vasoldsberg, Gemeinde Vasoldsberg im Bezirk Graz-Umgebung (Oststeiermark, Österreich), damals im 16. bis 17. Jh. im Besitz der Cronegger, heute denkmalgeschützt

### Nobilitierungen und dynastische Ehen
Die Adelsfamilie, die sich von Cronegg (Kronegg) nannte, erlangten mit den Söhnen des Christof Cronegger anfänglich die Erhebung in den Freiherrenstand (Freiherren von und zu Cronegg) am 27. August 1602 in Graz durch Kaiser Ferdinand II., und später erfolgte wiederum mit deren Söhnen Hans Wilhelm, Christof, Ferdinand, Jonas, Georg, Andreas und Albrecht, danach Hans Christof und Moritz die Nobilitierung in den gräflichen Rang an diese und ihre Nachkommen (Erbtitel).
Das ehemalige Adelsgeschlecht derer von Cronegg schloss durch dynastische Eheschließungen ein Band u. a. mit den folgenden anderen Adelsgeschlechtern: Sontheim, Dietrichstein, Steinpeiss und Zinzendorf.

## Wappen
Blasonierung: Das gemehrte Wappen der Freiherren von Cronegg nach Tyroff (zwischen 1831 und 1868) zeigt den Wappenschild geviertet, der Herzschild sowie Felder 1 und 4 in Gold der ausgebr. goldgekrönte schwarze Adler auf dreifach grünem Hügel, Felder 2 und 3, in Rot ein weißer, einwärts sehender Steinbock, wachsend; auf dem Schild 3 gekrönte Helme, auf 1 der gekrönte schwarze Adler, 2 eine goldene Krone auf grünem Hügel, überragt von einer kleinen Krone, 3 dem weißen Steinbock zwischen zwei Büffelhörnern, das rechte oben rot, unten gold, das linke oben silbern, unten rot; die Helmdecken sind rechts gold und schwarz, links silbern und rot.
Ein Epitaph mit dem Wappen des Constantin Damian Friedrich Freiherr von Cronegg, Kanonikus († 1765), befindet sich am Kreuzgang in der Stiftskirche St. Peter und Alexander in Aschaffenburg. Es folgt der Blasonierung des oben beschriebenen Freiherrenwappens, jedoch ohne Herzschild und dem mittleren gekrönten Helm. Das Allianzwappen (Steinrelief) der Anna geb. Croneggerin zu Himmelau etc. (* 1593; † 1613) und Alexander Freyberger am Renaissance-Portal an der Südwand von Schloss Reideben in Reideben 1, Gemeinde Wolfsberg, Bezirk Wolfsberg, Kärnten, Österreich, folgt dem Wappen des Constantin Damian Friedrich Freiherr von Cronegg. Ein Allianzwappen (Steinrelief) derer von Kronegg und Zinzendorff, über dem Portal von Schloss Moosburg in Österreich folgt dem Freiherrenwappen bzw. Grafenwappen mit Steinbock und Adler, und zeigt zudem eine Krone im Herzschild des Wappens der Grafen von Cronegg.
Blasonierung: Das gemehrte Wappen der Grafen von Cronegg nach Siebmacher zeigt den Wappenschild geviertet, Felder 1 und 4 in Gold der ausgebr. goldgekrönte schwarze Adler auf dreifach grunem Hügel 2 und 3, in Rot ein weißer, einwärts sehender Steinbock, wachsend; auf dem Schild 3 gekrönte Helme, auf 1 der gekrönte schwarze Adler, 2 eine goldene Krone auf grünem Hügel, überragt von drei Pfauenfedern, 3 dem weißen Steinbock zwischen zwei Büffelhörnern, das rechte oben rot, unten gold, das linke  oben silbern, unten rot; die Helmdecken sind rechts gold und schwarz, links silbern und rot.

Gemehrtes Wappen der Grafen von Cronegg, nach Siebmacher
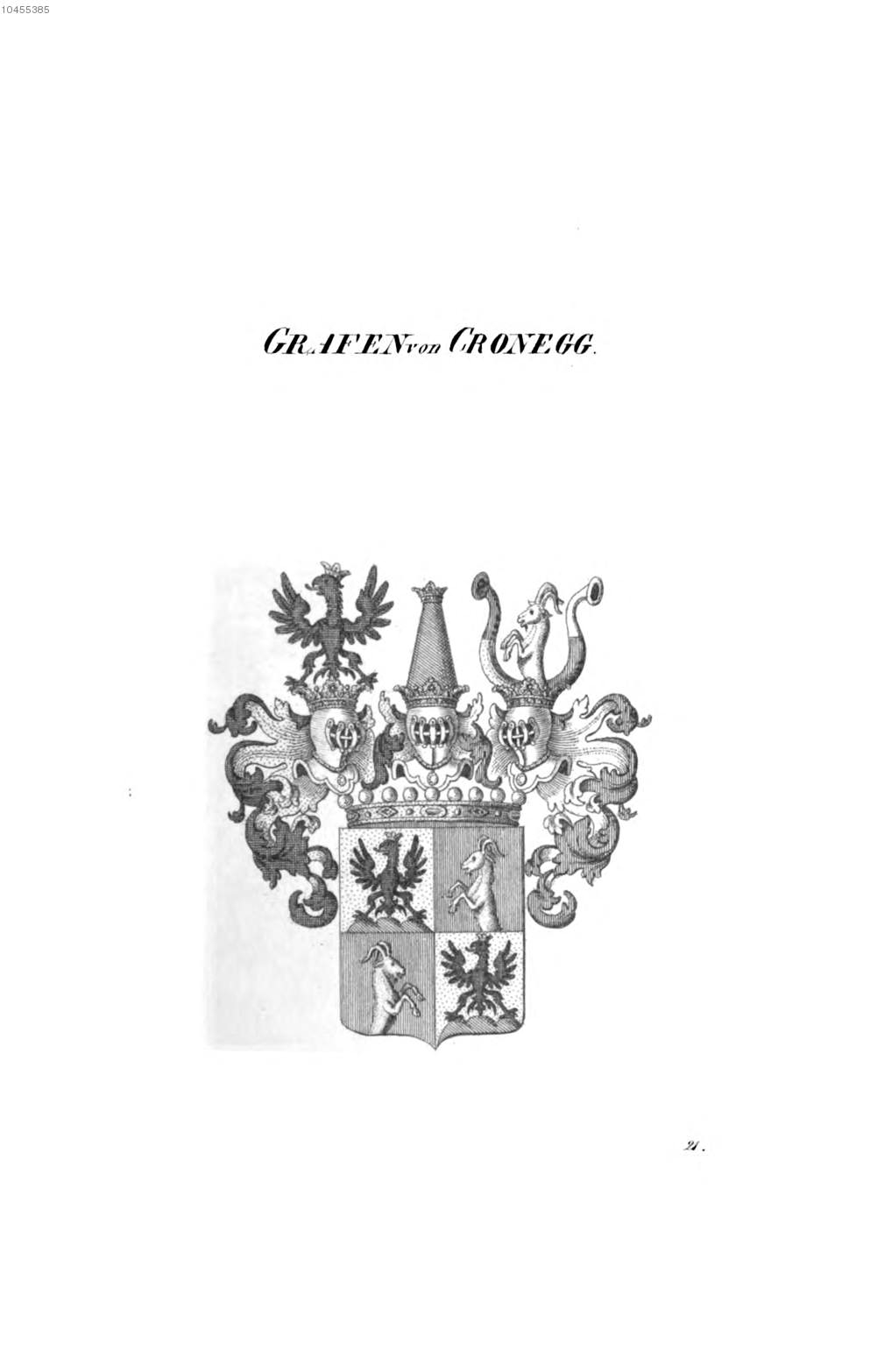
Gemehrtes Wappen der Grafen von Cronegg, nach Tyroff (zwischen 1846 und 1865)
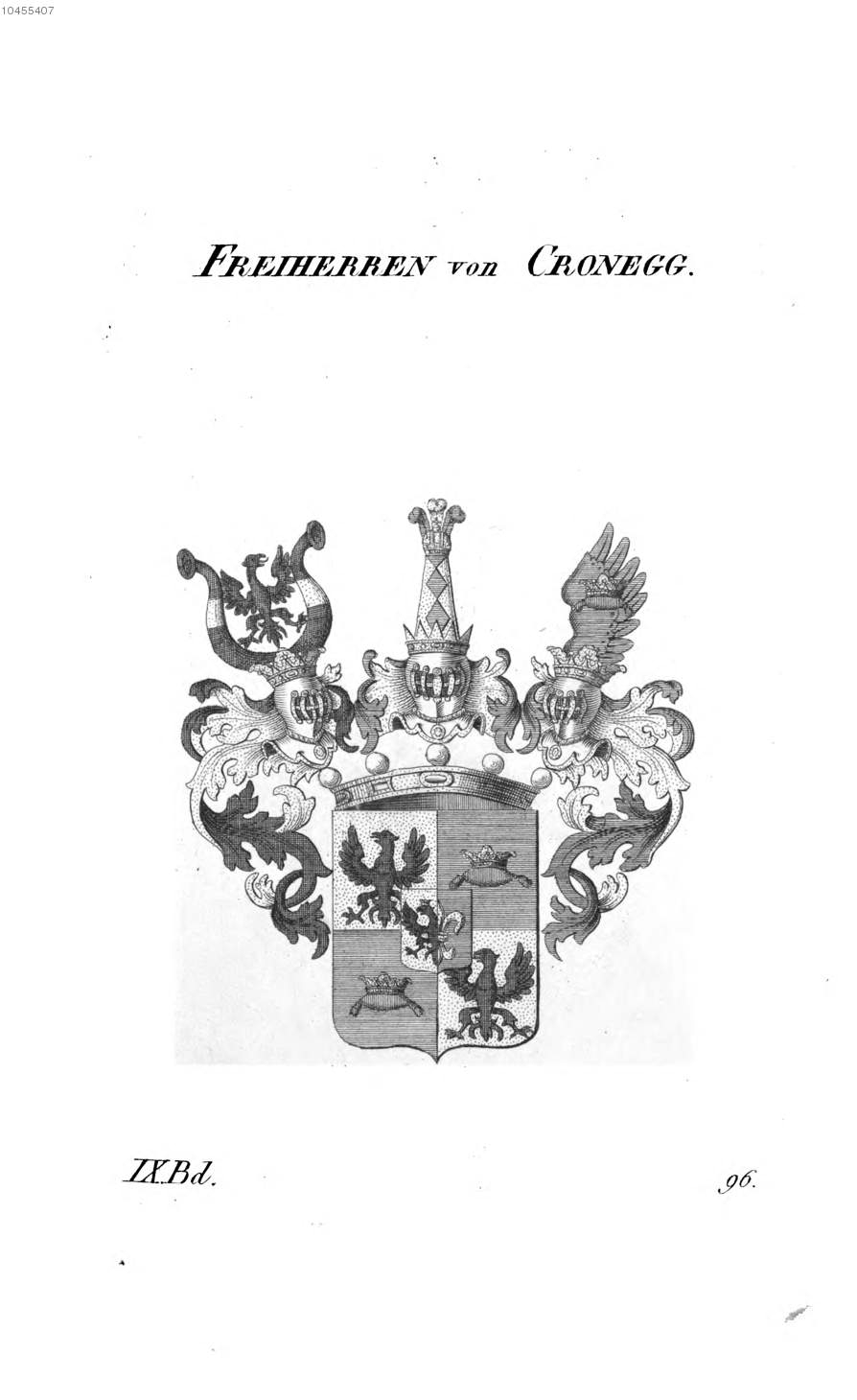
Gemehrtes Wappen der Freiherren von Cronegg, nach Tyroff (zwischen 1831 und 1868)
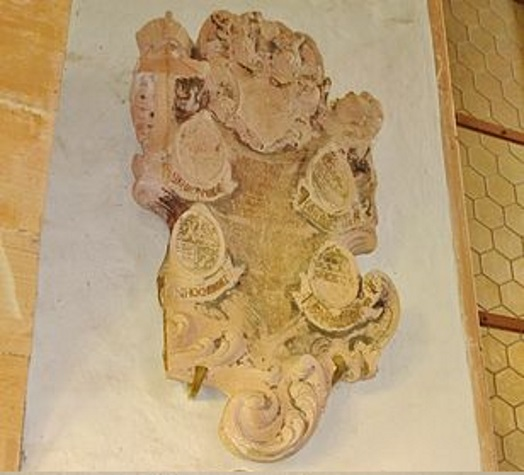
Epitaph des Constantin Damian Friedrich Freiherr von Cronegg, Kanonikus († 1765), am Kreuzgang der Stiftskirche St. Peter und Alexander in Aschaffenburg,
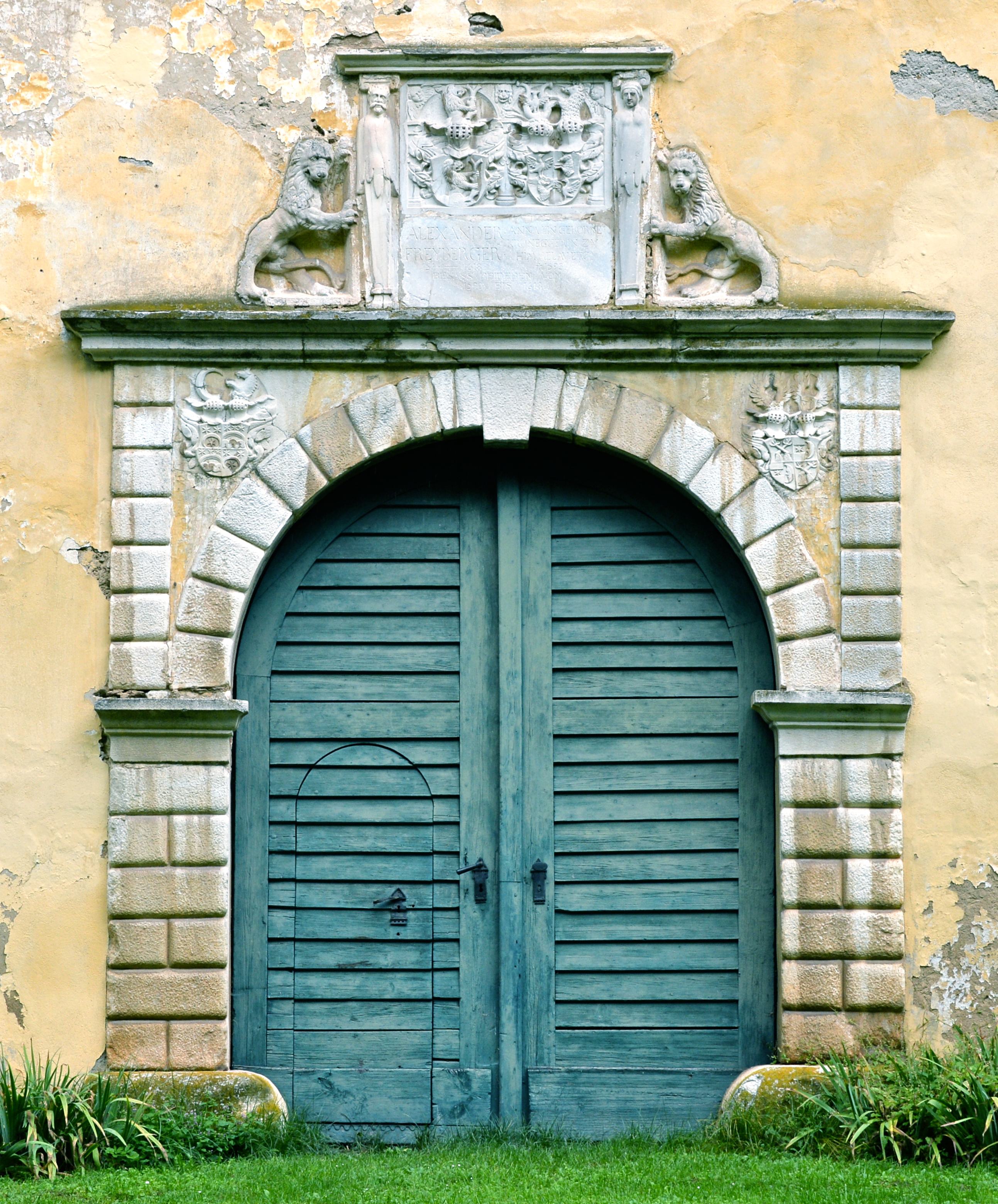
Allianzwappen (Steinrelief) der Anna von Cronegg (* 1593; † 1613) und Alexander Freyberger am Renaissance-Portal an der Südwand von Schloss Reideben in Reideben 1, Gemeinde Wolfsberg, Bezirk Wolfsberg, Kärnten, Österreich
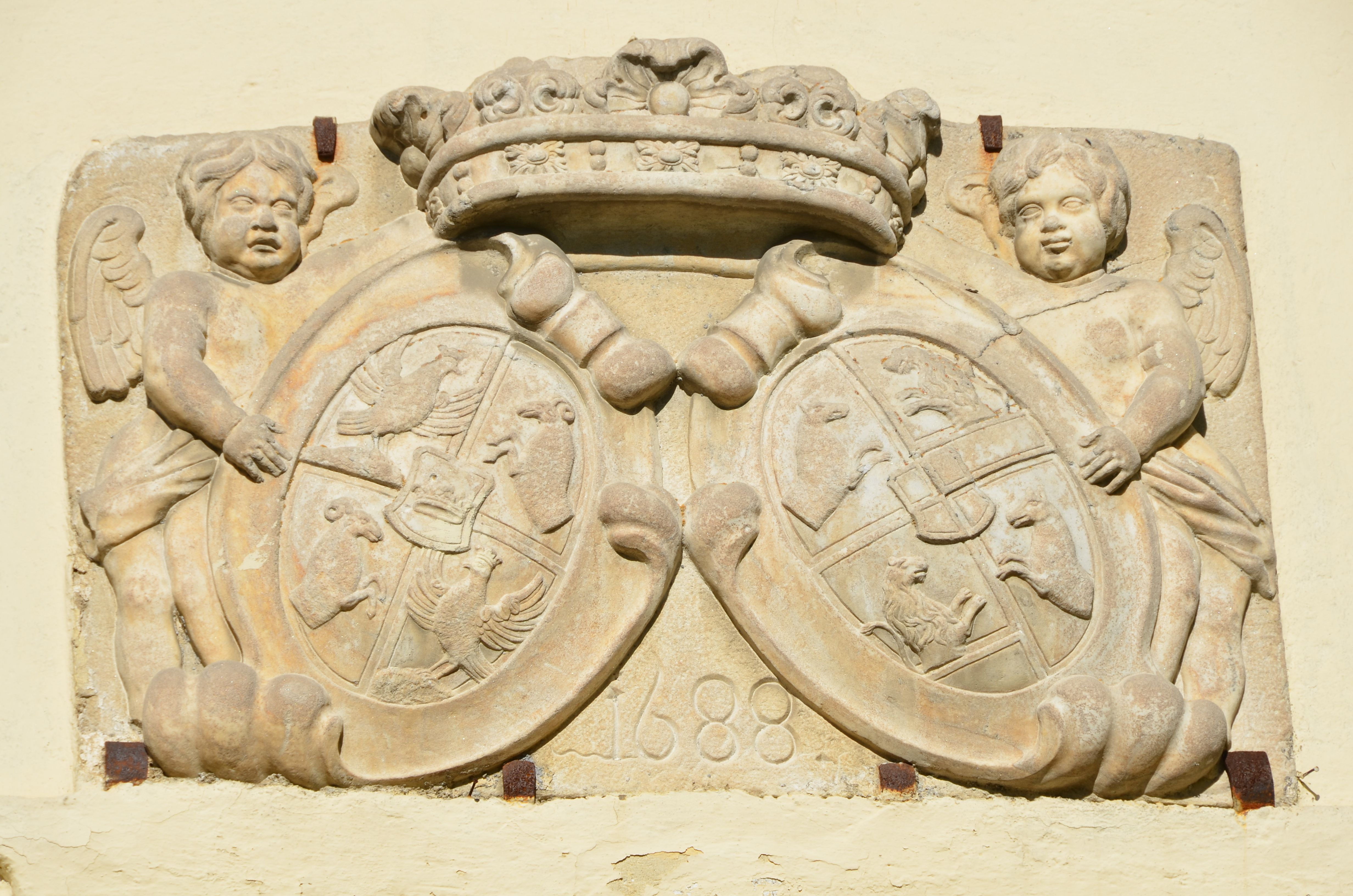
Allianzwappen (Steinrelief) derer von Kronegg und Zinzendorff von 1688, über dem Portal von Schloss Moosburg in Österreich